# 大顺镇 (重庆市)
大顺镇，是中华人民共和国重庆市涪陵区下辖的一个乡镇级行政单位。原为大顺乡，2021年11月1日撤乡设镇。

## 行政区划
大顺镇下辖以下地区：
明家社区、林和村、兴农村、明月村、柏坪村、天宝寺村、新兴村、大田村、大顺村、石墙村和清风村。

## 中国传统村落
- 2012年12月，大顺村被评为首批“中国传统村落”。
- 2013年8月，村被评为第二批中国传统村落。